# Tara McPherson
Compléments
site officiel : http://www.taramcpherson.com
Tara McPherson (née le 7 avril 1976 à San Francisco) est une artiste américaine travaillant à in New York. McPherson est peintre mais réalise aussi des fresques, des posters, dessine des jouets.

## Biographie
Tara McPherson naît le 7 avril 1976 à San Francisco. Elle étudie l'art au Santa Monica Community College et est titulaire d'un BFA de l'ArtCenter College of Design à Pasadena en août 2001. Les œuvres de McPherson ont été présentées dans le The New York Times, Esquire, Vanity Fair, Playboy, Elle, Marie Claire, Juxtapoz, Hi-Fructose et le Los Angeles Times. En 2007, elle reçoit un prix de Esquire pour le meilleur poster de concert.

## Expositions
En 2006, les œuvres de McPherson sont présentées au BLK/MARKT de Los Angeles. En 2008 elle présente Lost Constellations à la Jonathan LeVine Gallery de New York,. En 2015 la galerie Dorothy Circus accueille la première exposition de McPherson à Rome. En 2010 Bunny in the Moon se trouve à la Jonathan Levine Gallery suivie de Wandering Luminations en 2013.

## Jouets et art
Tara McPherson est l'une des figures féminines majeures du mouvement artistique du designer toy. Elle a travaillé avec des sociétés comme kidrobot, ToyQube et plus récemment avec Tomenosuke et Circus Posterus. Avec Kidrobot Black, elle remporte le prix de jouet de l'année en 2012 pour la poupée Lilitu inspirée du mythe sumérien de Lilith. En 2018 elle remporte un deuxième prix du jouet de l'année, dans la catégorie meilleur jouet d'une licence pour son interprétation de Wonder Woman.

## Monographies
Tara McPherson a réalisé une série de livres d'art publiés par Dark Horse Comics
- "Lonely Heart: The Art of Tara McPherson”[22]
- "Lost Constellations: The Art of Tara McPherson”[23]
- "Bunny in the Moon: The Art of Tara McPherson"[24]
- "Wandering Luminations: The Art of Tara McPherson"[25]